# Літопис Червоної Калини
Літопис Червоної Калини — історико-літературне щомісячне ілюстроване видання львівського видавництва «Червона Калина», яке виходило впродовж 1929–1939 років. Місячник публікував матеріали про визвольні змагання 1917—1921 років. На сторінках видання публікували спогади, бібліографії, огляди книжок міжвоєнного періоду, автографи та документи.

## Основні дані
- Видавець: Видавнича кооператива «Червона Калина», Львів, вул. Зіморовича, 12.
- Редактори: Лев Лепкий і Василь Софронів-Левицький (1929—1934); Василь Софронів-Левицький (1935—1939).
- Відповідальні редактори: Т. Мартинець (1929, ч. 1-2), Петро Пасіка (1929, ч. 3 — 1939).
- Друк: ОО. Василіян, Жовква (1929—1932); Друкарня Наукового Т-ва ім. Шевченка (1932—1939, ч. 3); «Слово», Львів (1939, ч. 4-7).
- Обсяг: 24 с.

Перше число вийшло в жовтні 1929 року. Виходили числа:
- 1929 — 1-3
- 1930 — 1-6, 7/8, 9-12
- 1931 — 1-6, 7/8, 9-12
- 1932 — 1-6, 7/8, 9-12
- 1933 — 1-6, 7/8, 9-12
- 1934 — 1-6, 7/8, 9-12
- 1935 — 1-6, 7/8, 9-12
- 1936 — 1-6, 7/8, 9-12
- 1937 — 1-6, 7/8, 9-12
- 1938 — 1-6, 7/8, 9-12
- 1939 — 1-7

## Тематика
Часопис засновано для публікації матеріалів про визвольні змагання 1917—1921 років. Розпочинаючи видання журналу, редакція видавництва «Червона Калина» закликала читачів надсилати спогади про події воєнних років, пам'ятки та документи, «які б могли висвітлити не одну темну сторінку з історії нашого минулого, але досі ніде не опубліковані, марнуються у приватних руках» (1929.— Ч. 1.— С. 3). З роками видання визначилося як воєнно-історичний журнал.
Значна частина сторінок видання була відведена для публікацій спогадів учасників визвольних змагань — стрільців Української галицької армії, армії УНР, Січових Стрільців, військових Українського флоту, а також допоміжних військових служб. Характерними для спогадів були докладність, конкретність у датуванні, визначенні місцевості, переліку особового складу, багатий фактичний матеріал. Описи бойових походів ілюстровано фотоматеріалами, серед яких є портрети стрільців, групові світлини, фотографії різних військових відзнак. Серед авторів матеріалів, спогадів і мемуарів: І. Карпиць, С. Божак, полковник УСС Роман Сушко, підполковний Армії УНР Андріан Марущенко-Богданівський, сотник стрілецького полку ім. полк. Богуна Володимир Савченко-Більський, Микола Угрин-Безгрішний, Микола Андрусяк, Юрій Горліс-Горський та інші.
На сторінках видання опубліковано низку цінних документів років визвольних змагань. Частина з них була оприлюднена авторами як ілюстративний матеріал до описів подій — це карти воєнних походів, схеми розташування військових підрозділів перед початком боїв або інших важливих воєнних операцій. Друком виходили списки полеглих і померлих воїнів конкретних військових підрозділів чи похованих у певній місцевості («Листи втрат»). Доступними для громадськості стали інструкції Січових стрільців та звіти окремих підрозділів УСС, накази керівництва УГА, протоколи деяких політичних угод (зокрема угоди між секретаріатом Західно-Української Народної Республіки та Польщею у справі поранених і полонених 1918 р.). «Літопис Червоної Калини» розглядав також давнішу історію України, описував життя і діяльність гетьманів Данила Апостола, Богдана Хмельницького, Івана Мазепи, Івана Скоропадського.
Видання постійно обговорювало проблему збереження пам'ятників слави, стрілецьких могил, друкувало фотографії пам'ятників і їх проектів, висвітлювало діяльність Товариства охорони могил. Цінними є публікації про українські військові прапори та інші клейноди, про військові відзнаки різних родів військ, що друкувалися у журналі в супроводі рисунків і словесних описів. Важливою для української боністики є кореспонденція Миколи Гнатишака (№ 3, 4, 7/8 за 1931 рік) про паперові грошові знаки на українських землях, ілюстровані світлинами, докладними словесними описами, таблицею номінальної вартості грошових знаків.
Крім матеріалів мемуарного та бібліографічного характеру з національної історії тут з'явилися поезії Олександра Олеся, Б. Лепкого, Р. Купчинського, О. Бабія, С. Городницького та інших, оповідання М. Матіїва-Мельника «Легенда про народження Палія», повість Ю. Горліса-Горського «Рік у Холодному Яру» (№ 1-12 за 1933 рік), історичні студії І. Крип'якевича, А. Лотоцького та ін. Часопис постійно забезпечувався репродукціями картин українських малярів (Микола Самокиш, Осип Курилас та ін.). З 1991 року у Львові під такою ж назвою виходить історико-краєзнавчий журнал, у якому представлені і художні твори (Олександр Олесь, Є. Маланюк, Наталя Лівицька-Холодна, Олена Теліга, О. Бабій, Г. Смольський та ін.).